# Gersi Diamanti
Gersi Diamanti (* 15. Oktober 1999 in Vlora) ist ein albanischer Fußballspieler.

## Karriere
Diamanti begann seine Karriere in seiner Heimatstadt bei KS Flamurtari Vlora. Sein Debüt in der Kategoria Superiore gab er am 17. März 2019 in einem 0:0-Unentschieden gegen KF Laçi, als er in der 66. Minute für Xhevahir Sukaj eingewechselt wurde. Im August 2022 wechselte Diamanti zum Kategoria-Superiore-Klub KS Egnatia Rrogozhina und unterschrieb einen Dreijahresvertrag, nachdem Flamurtari inzwischen in die drittklassige Kategoria e dytë abgestiegen war. Während seiner Zeit bei Egnatia kam Diamanti jedoch nur zu zwei Einsätzen und erzielte kein Tor. In der Saison 2023–2024 spielte Diamanti für KS Kastrioti Kruja in der zweitklassigen Kategoria e parë, wo er in 16 Spielen zwei Tore erzielte. 2024 kehrte er zu Flamurtari zurück, das jetzt auch wieder in der zweithöchsten Liga spielte.